# 1674.
◄ | 16. stoljeće | 17. stoljeće | 18. stoljeće | ►
◄ | 1640-ih | 1650-ih | 1660-ih | 1670-ih | 1680-ih | 1690-ih | 1700-ih | ►
◄◄ | ◄ | 1671. | 1672. | 1673. | 1674. | 1675. | 1676. | 1677. | ► | ►►
Arhitektura • Astronomija • Biologija • Glazba • Kazalište • Kemija • Kiparstvo • Knjige • Književnost • Kršćanstvo • Medicina • Politika • Pravo • Promet • Slikarstvo • Znanost

## Događaji
- 19. veljače. – Treći englesko-nizozemski rat završio je potpisivanjem Westminsterskog sporazuma

## Rođenja
- 13. siječnja – Prosper Jolyot Crébillon, francuski književnik († 1762.)

## Smrti
- 8. studenog – John Milton, engleski književnik (* 1608.)

## Vanjske poveznice
|  | Zajednički poslužitelj ima još gradiva o temi 1674. |